# ذاكرة مؤقتة للقرص الصلب

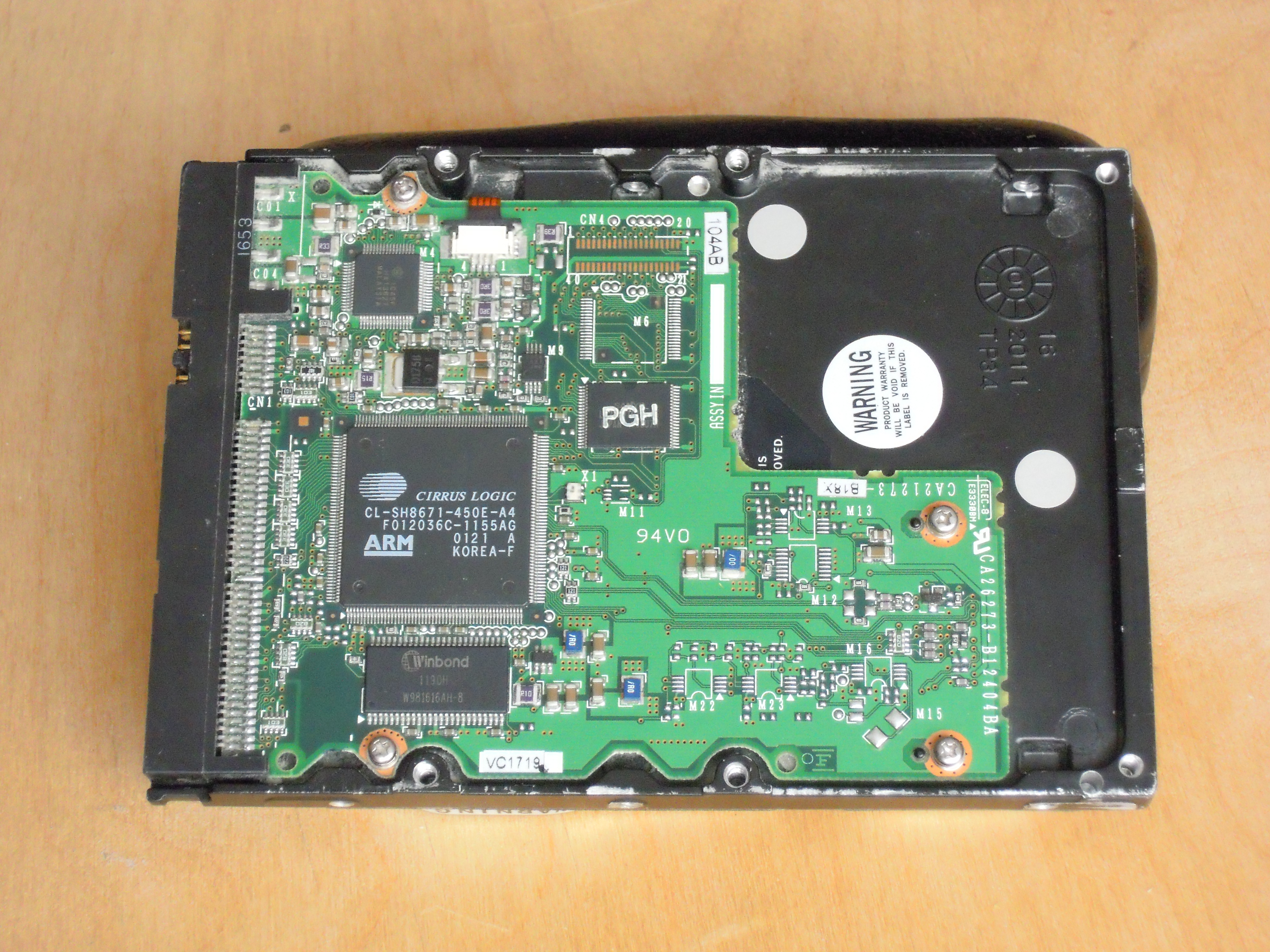
محرك الأقراص تحتوي لوحة التحكم فيه على دائرة متكاملة لذاكرة الوصول العشوائي التي يستخدمها المخزن المؤقت.

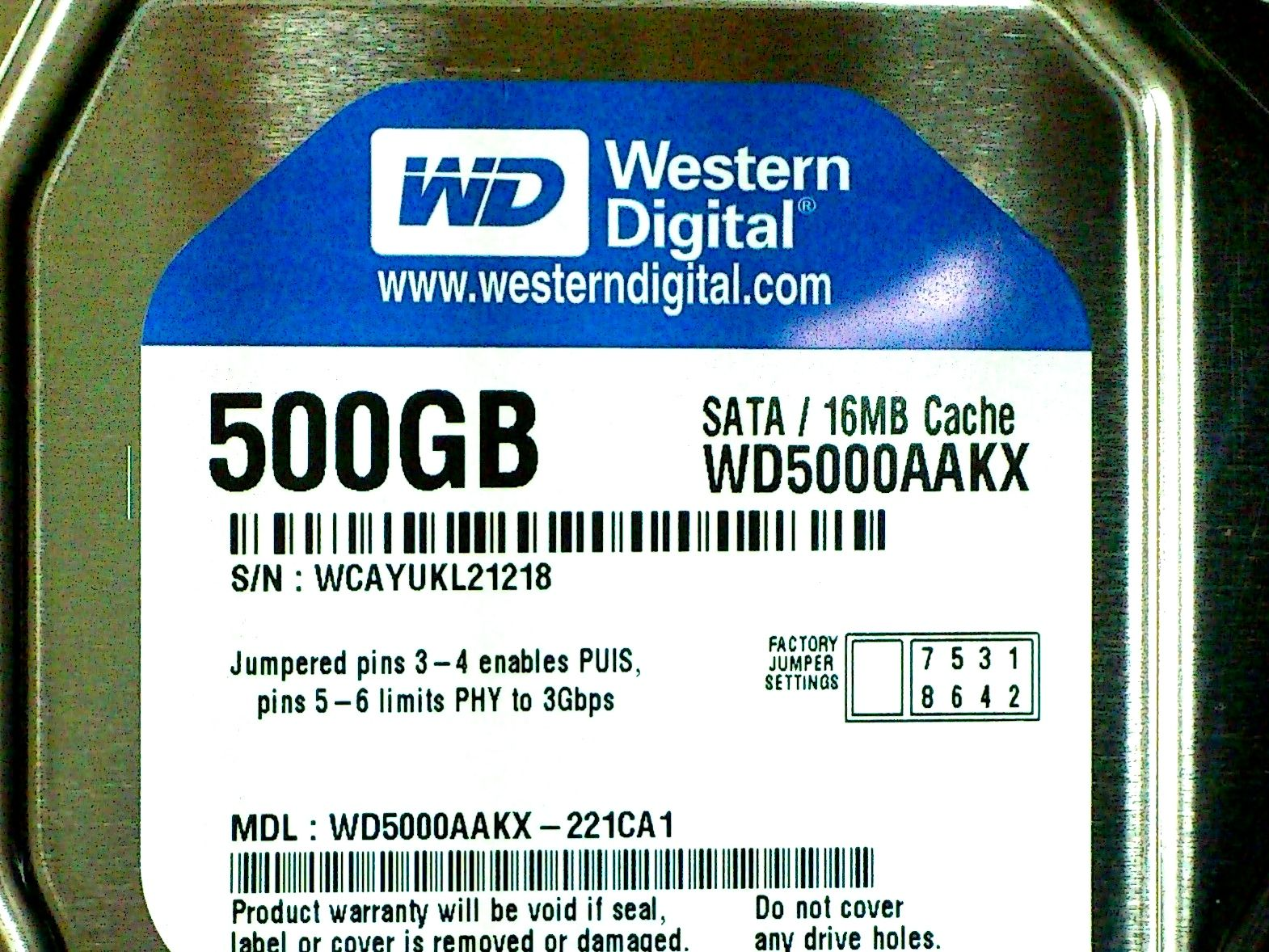
محرك أقراص صلب سعة 500 جيجابايت ماركة ويستيرن ديجيتاليضم مخزن مؤقت بسعة 16 ميجابايت.

يشير مصطلح الذاكرة المؤقتة للقرص الصلب أو المخزن المؤقت للقرص الصلب (disk cache) في سياق تخزين بينات الحاسوب إلى جزء محدد من ذاكرة محرك الأقراص الصلب (HDD) يعمل كمخزن مؤقت للبيانات بين اسطوانة القرص الصلب وأجزاء الحاسوب الأخرى. وتترواح مساحة هذه الذاكرة المؤقتة في محركات الأقراص الصلبة بين 8 إلى 256 ميجابايت، بينما تصل إلى 4 جيجابايت في وسائط التخزين ذات الحالة الثابتة.
اعتبارا من أواخر 1980sكان تقريبا جميع الأقراص الصلبة تحتوي على متحكم صغير مدمج، وواجهة مقبس تكنولوجي متقدم أو ساتا أو سكزي أو قناة ألياف، وعادةً ما تحتوي دائرة محرك الأقراص على ذاكرة صغيرة تستخدم لتخزين البيانات التي تصل إلى ألواح القرص وتصدر منها.